# Puits de Breuillet
Le puits de Breuillet, bâtis au XVIe siècle, est situé à  Breuillet, en France. Il est inscrit au titre des monuments historiques en 1927.

## Historique
Le bâtiment est inscrit au titre des monuments historiques par arrêté du 12 mai 1927.